# NGC 6101
NGC 6101, aussi connu sous le nom de Caldwell 107, est un amas globulaire situé dans la constellation de l'Oiseau de paradis à environ 36 000 a.l. (11,1 kpc) du Soleil et à 12 400 a.l. (3,8 kpc) du centre de la Voie lactée. Il a été découvert par l'astronome écossais James Dunlop en 1826.
La vitesse radiale héliocentrique de cet amas est égale à (361,4 ± 1,6) km/s.
Selon Forbes et Bridges, sa métallicité est estimée à −1,76 [Fe/H] et son âge d'environ 11,39 milliards d'années.

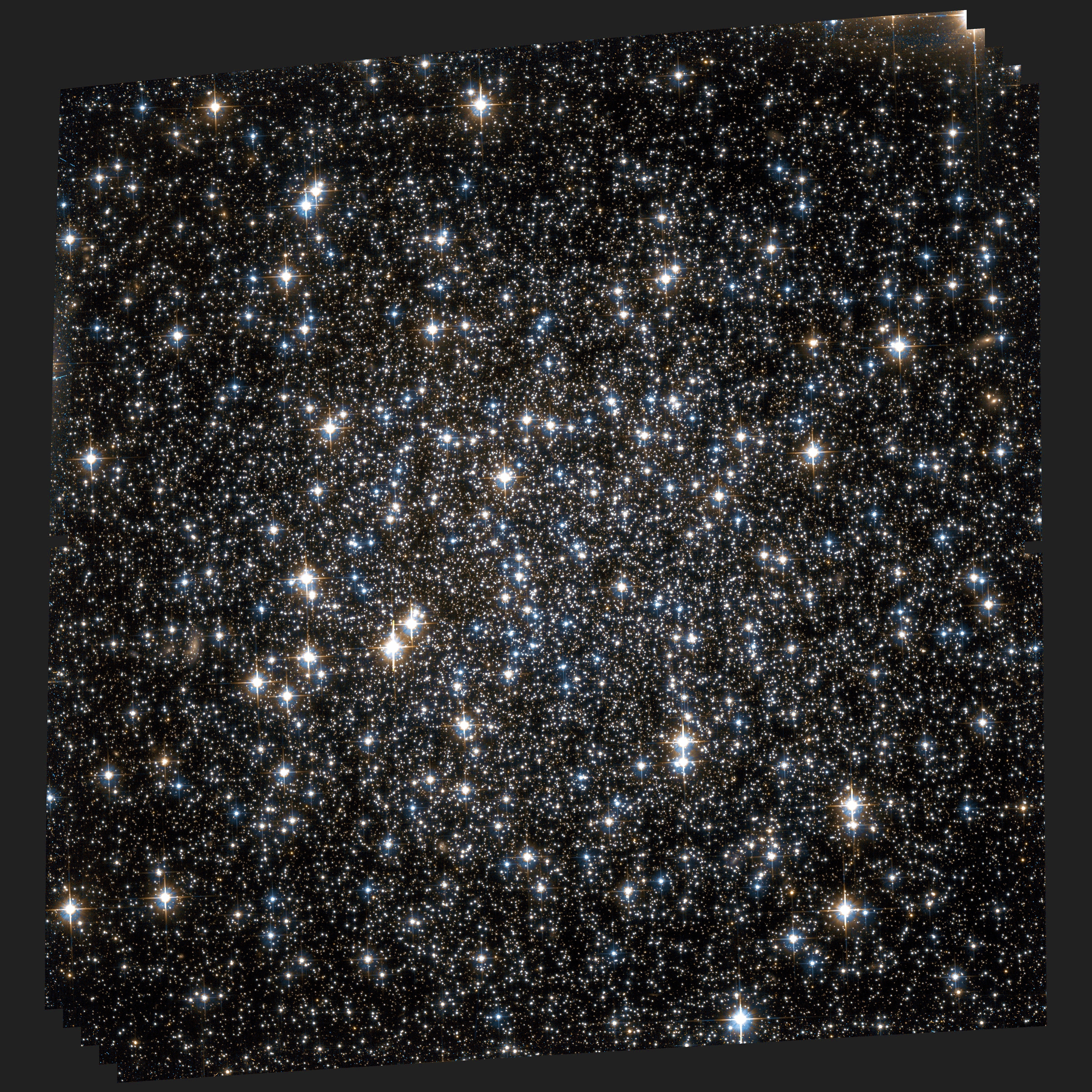
NGC 6101 par le télescope spatial Hubble.